# FREAK缺陷
FREAK缺陷（全称：Factoring RSA Export Keys，中文：分解RSA出口级密钥）是SSL/TLS协议中的密码学安全缺陷。20世纪90年代，此缺陷随着美国加密出口法规的出台而引入。

## 概要
1990年代时，美国对于货物的出口设立了一些规定，从而引入了这个缺陷。规定中指出，美国软件制造商出口的软件只能使用512位及以下的RSA加密（即所谓的出口级加密）。此举是为了便于NSA破译加密。时至2015年，随着计算能力的发展，破解这种加密已经不再是政府机构才能做到的事，任何人只要拥有充足的计算资源，就能通过普通数域筛选法加上约100美元的云计算服务轻而易举地将其破译。这个缺陷还能和中间人攻击结合利用，只要先破译网站的512位弱加密，再发动中间人攻击，就能使任何允许使用512位出口级密钥的网站失去安全保障。此漏洞于2015年发现，但从1990年代开始就已经存在。
FREAK漏洞由IMDEA、INRIA和微软研究院的研究人员共同发现。 OpenSSL中存在的此漏洞在公共漏洞和暴露系统中的编号是CVE-2015-0204。
受到漏洞影响的软件及设备包括苹果的Safari、Google安卓系统上的默认浏览器，及OpenSSL。 微软还表示全版本的Windows系统上的SChannel传输层加密实现都受到FREAK漏洞影响。SChannel中存在的漏洞的CVE编号是CVE-2015-1637。 而苹果的安全传输功能中的漏洞的CVE编号是CVE-2015-1067。
受到漏洞影响的网站包括美国联邦政府网站fbi.gov、whitehouse.gov、nsa.gov， 一个安全团队的测试发现，36%的被测HTTPS网站都受到漏洞影响。 根据IP2Location LITE的地理定位，35%的受影响服务器都位于美国。
有新闻报导称此漏洞是「潜在的灾难」，是美国政府意图控制加密技术传播的「意外后果」。
截至2015年3月3日，各软件厂商已在准备发布修复漏洞后的新版本软件。 2015年3月9日，苹果发布了iOS 8及OS X操作系统的漏洞补丁。 2015年3月10日，微软为所有仍在技术支持周期内的Windows系统（Windows Server 2003、Vista及后续版本）发布了漏洞补丁。 Google Chrome 41和Opera 28也已采取相应漏洞缓解措施。 Mozilla Firefox不受此漏洞影响。